# Jakub Kornhauser
Jakub Kornhauser (* 1984 in Krakau) ist ein polnischer Dichter, Literaturkritiker und Romanist. Wissenschaftlich beschäftigt er sich insbesondere mit den Avantgardebewegungen in Mittel- und Osteuropa.

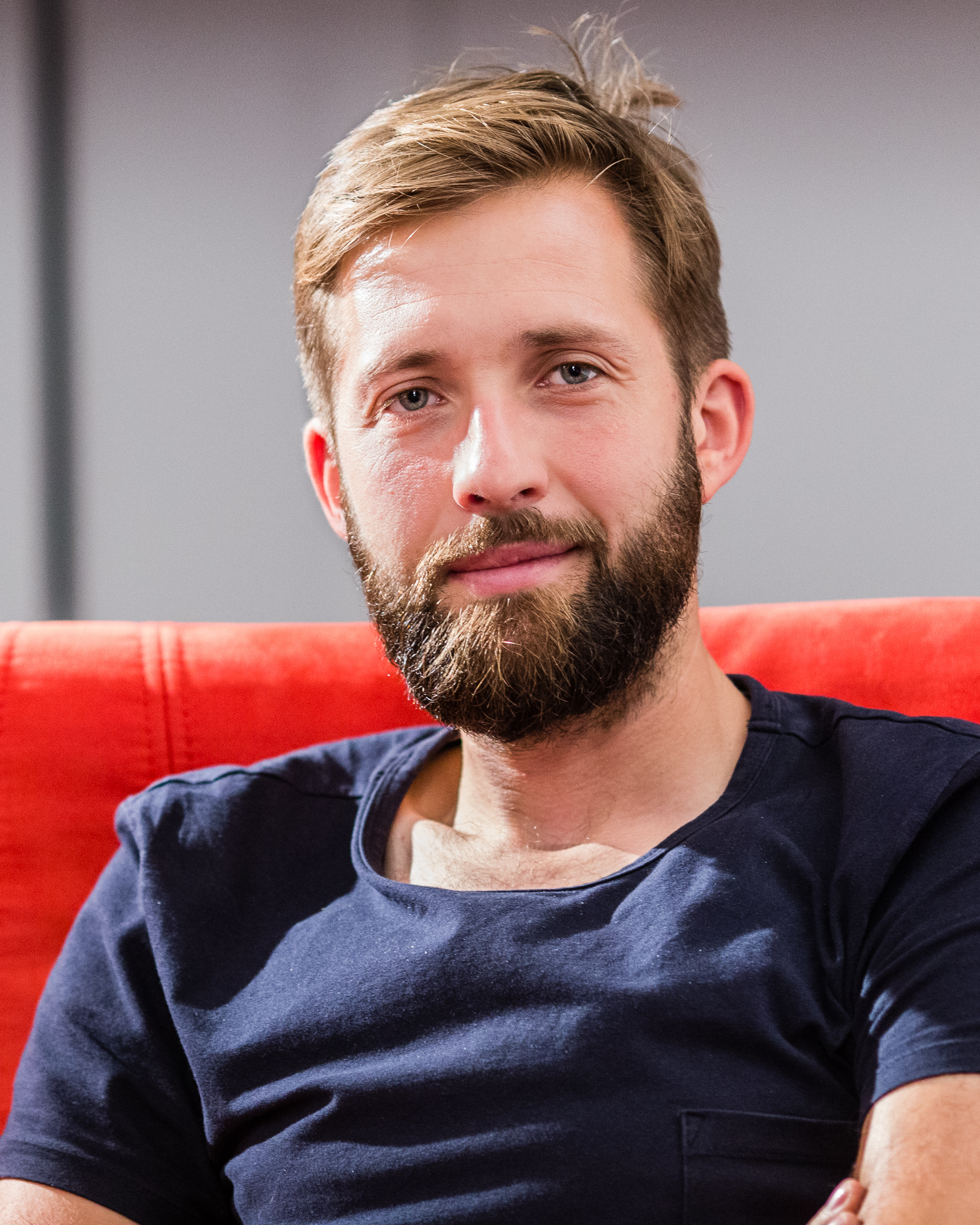
Jakub Kornhauser, 2019

## Leben
Kornhauser wurde 1984 als Sohn von Julian Kornhauser in Krakau geboren und nach seinem gleichnamigen Großvater Jakub Kornhauser (1913–1972), einem jüdischen Holocaust-Überlebenden  benannt.
2007 debütierte Kornhauser mit dem Gedichtband Niebezpieczny paragraf, als er noch Student an der Jagiellonen-Universität in Krakau war.
2014 promovierte Kornhauser in Literaturwissenschaft an der Jagiellonen-Universität in Krakau mit der Arbeit Status przedmiotu w poezji europejskiego surrealizmu (Status des Gegenstandes in der Poesie des europäischen Surrealismus). Er doziert am Institut für Romanische Philologie an der Jagiellonen-Universität.
Seit 2015 ist er Redaktionsmitglied der Monatszeitschrift Literatura na Świecie (Literatur auf der Welt).
2016 wurde er für seinen dritten Gedichtband Drożdżownia mit dem Wisława-Szymborska-Preis ausgezeichnet.

## Werk
Kornhausers Gedichte wurden ins Rumänische, Slowakische und Russische übersetzt.

## Bibliografie

### Lyrik
- Niebezpieczny paragraf, 2007
- Niejasne Istnienia, 2009
- Drożdżownia, 2015 (Gewinner des Wisława-Szymborska-Preises 2016)

### Wissenschaftliche Arbeiten
- De la lettre aux belles-lettres: études dédiées à Regina Bochenek-Franczakowa, 2012
- Horyzonty wyobraźni: fantazja i fantastyczność we współczesnej kulturze, 2012
- Auteur, personnage, lecteur dans les lettres d’expression française, 2014
- Głuchy brudnopis. Antologia manifestów awangard Europy Środkowej, 2014
- Całkowita rewolucja. Status przedmiotów w poezji surrealizmu, 2015
- Auteur du théâtre / Wokół teatru, 2015
- Awangarda i krytyka. Kraje Europy Środkowej i Wschodniej, 2015